# Arkýřové okno

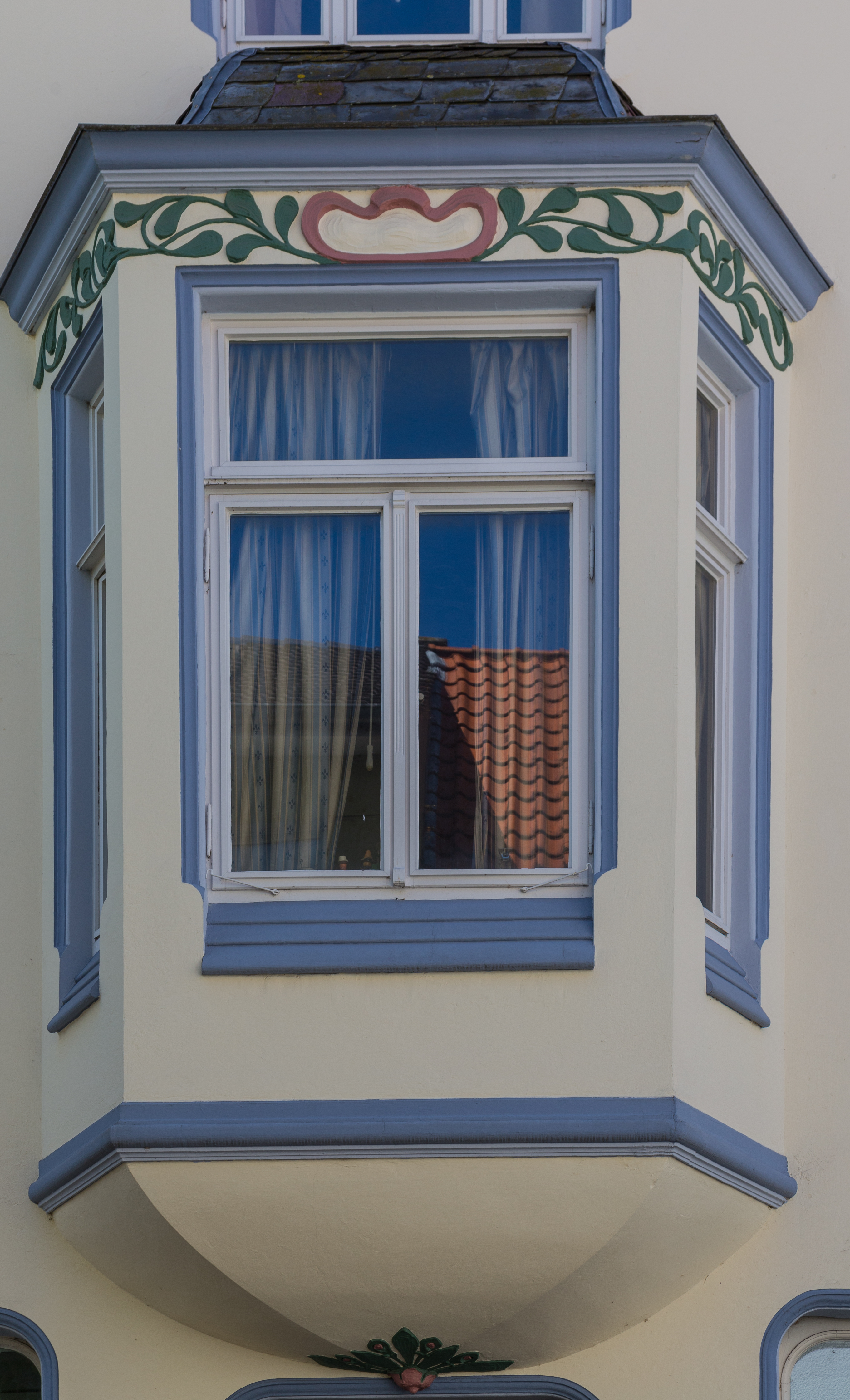
Okno se šikmým orielem v německém Lengerichu

Arkýřové okno je okenní prostor vyčnívající ven z hlavní stěny budovy do prostoru. V interiéru tvoří záliv, který rozšiřuje prostor interiéru a přináší lepší výhled do okolí. Více spojených arkýřových oken nad sebou se nazývají arkýř.

## Typy
Arkýřové okno jsou všechny vyčnívající okenní konstrukce, bez ohledu na to, zda jsou zakřivené nebo hranaté, nebo běží přes jedno nebo více podlaží. V půdorysu se pro takové okno nejčastěji používá rovnoramenný lichoběžník a obdélník. Běžné jsou i další polygonální tvary s více než dvěma rohy či zakřivenými hrany. Arkýře v trojúhelníkovém tvaru s pouhým jedním rohem existují, ale jsou poměrně vzácné.